# Ricanoptera patricia
Ricanoptera patricia är en insektsart som beskrevs av Melichar 1898. Ricanoptera patricia ingår i släktet Ricanoptera och familjen Ricaniidae. Inga underarter finns listade i Catalogue of Life.